# Selene’s View
Selene’s View ist ein Musikalbum des Orchestra Nazionale della Luna. Die vom 15. bis 17. August 2023 im BMC Studio in Budapest entstandenen Aufnahmen erschienen 2024 beim ungarischen Label BMC Records des Budapest Music Center.

## Hintergrund
Das Ensemble namens „Orchestra Nazionale della Luna“ besteht aus dem finnischen Keyboarder Kari Ikonen und dem belgischen Holzbläser Manuel Hermia, dem belgischen Schlagzeuger Teun Verbruggen und dem französischen Kontrabassisten Sébastien Boisseau. Ein erstes, selbstbetiteltes Album des Quartetts erschien 2016, gefolgt von There's Still Life on Earth (2017) und AJMI Live #23 (2018).

## Titelliste
- Orchestra Nazionale della Luna: Selene’s View (BMC)

1. Fragmentos del Silencio 9:39
2. Bialystok 3:58
3. Doubt Factory 7:20
4. Data Lake 5:36
5. Transcience 5:14
6. Kompelo 5:44
7. E-peli 4:51

Die Kompositionen stammen von Kari Ikonen und Manuel Hermia.

## Rezeption

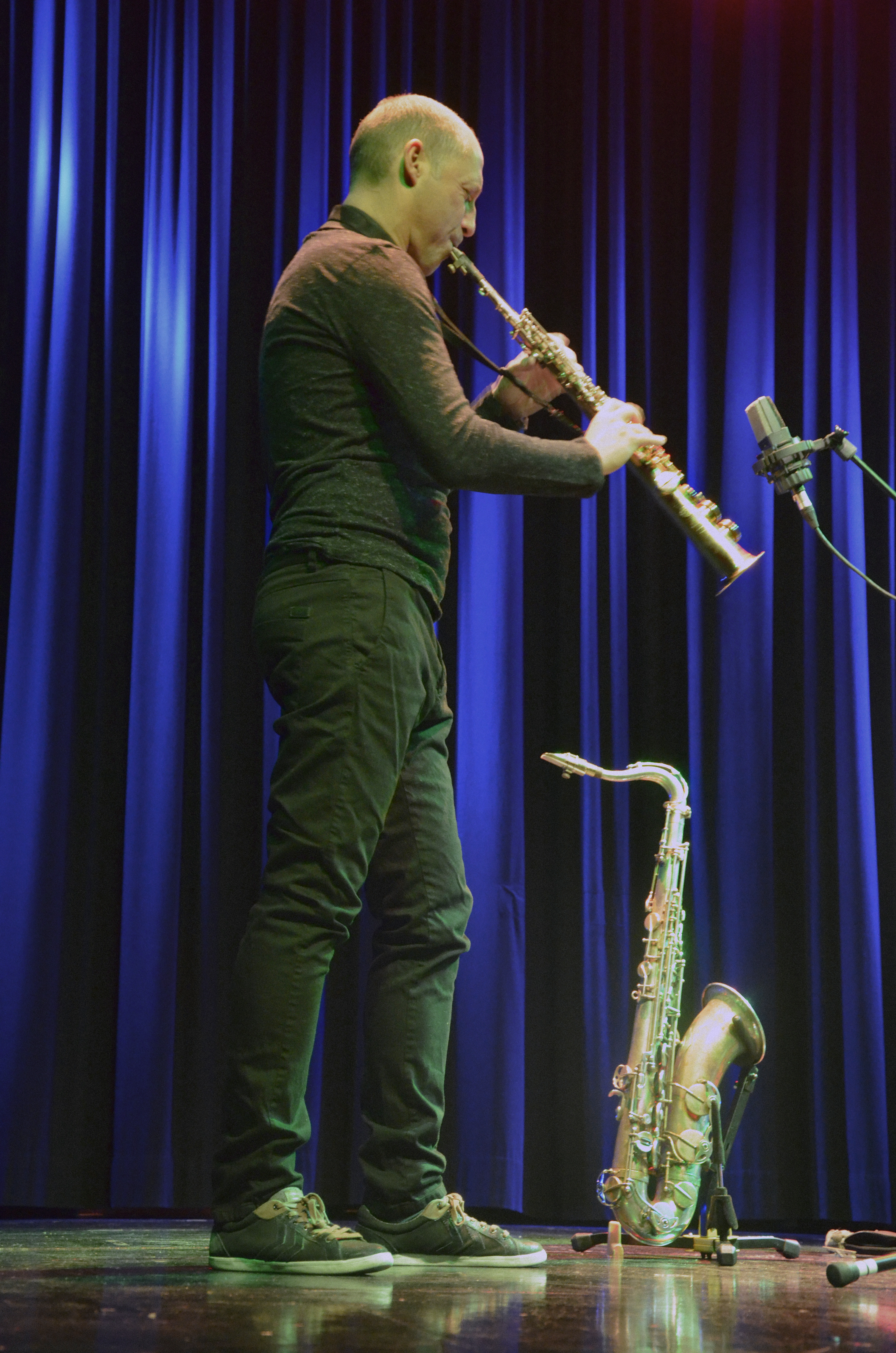
Manuel Hermia (2018)

Die titelgebende Selene sei die Mondgöttin der griechischen Mythologie, die die Erde von außen betrachtet, schrieb Eyal Hareuveni in Salt Peanuts. Sie sei besorgt, aber distanziert, objektiv und mit einem offensichtlich kritischen Geist, genau wie das „Orchestra Nazionale della Luna.“ Dieses internationale Quartett, obwohl im Jazz-Erbe verwurzelt, sei dennoch offen für weitreichende Horizonte, darunter klassische und zeitgenössische Musik, die Klänge indischer und arabischer Musik sowie elektronische Effekte. Und im Gefolge dieses „Mondblicks“ seien dies „Kompositionen von klarem Denken über unsere Zeit, unsere Gesellschaften und die neuen Paradigmen durchdrungen, mit denen wir konfrontiert sind“. Selene’s View würde die sozialen Brüche mit klugen und ironischen, subversiven Dramen hinterfragen – und balanciere spielerisch zwischen Komposition und Improvisation, akustischen und elektronischen Klängen, Ordnung und Chaos.
Nach Ansicht von Ian Patterson, der das Album in All About Jazz rezensierte, sei das Album oft faszinierend, aber es bleibe immer noch das quälende Gefühl, dass ONDL in den Ausläufern herumtolle, während dramatischere Gipfel – mit ihren inhärenten Risiken und Chancen – "verlockend vor uns liegen". ONDLs etwas ausgefallene, offene Herangehensweise an modernen Jazz sei wie Mondkäse – völlig einzigartig, aber dennoch ein erworbener Geschmack. Es lohne sich dennoch, einen Bissen zu probieren.